# Proserpinus clarkiae
Espèce
Proserpinus clarkiae est une espèce d'insectes lépidoptères (papillons) de la famille des Sphingidae, sous-famille des Macroglossinae, de la tribu des Macroglossini et du genre Proserpinus.

## Description
L'envergure est 30-38 mm. L'aile antéro-inférieure à sa partie basse présente une bande orange qui peut être vestigiale ou absente. La face supérieure de l'aile postérieure est orange pâle ou jaunâtre et la bande marginale de l'aile postérieure est noire.

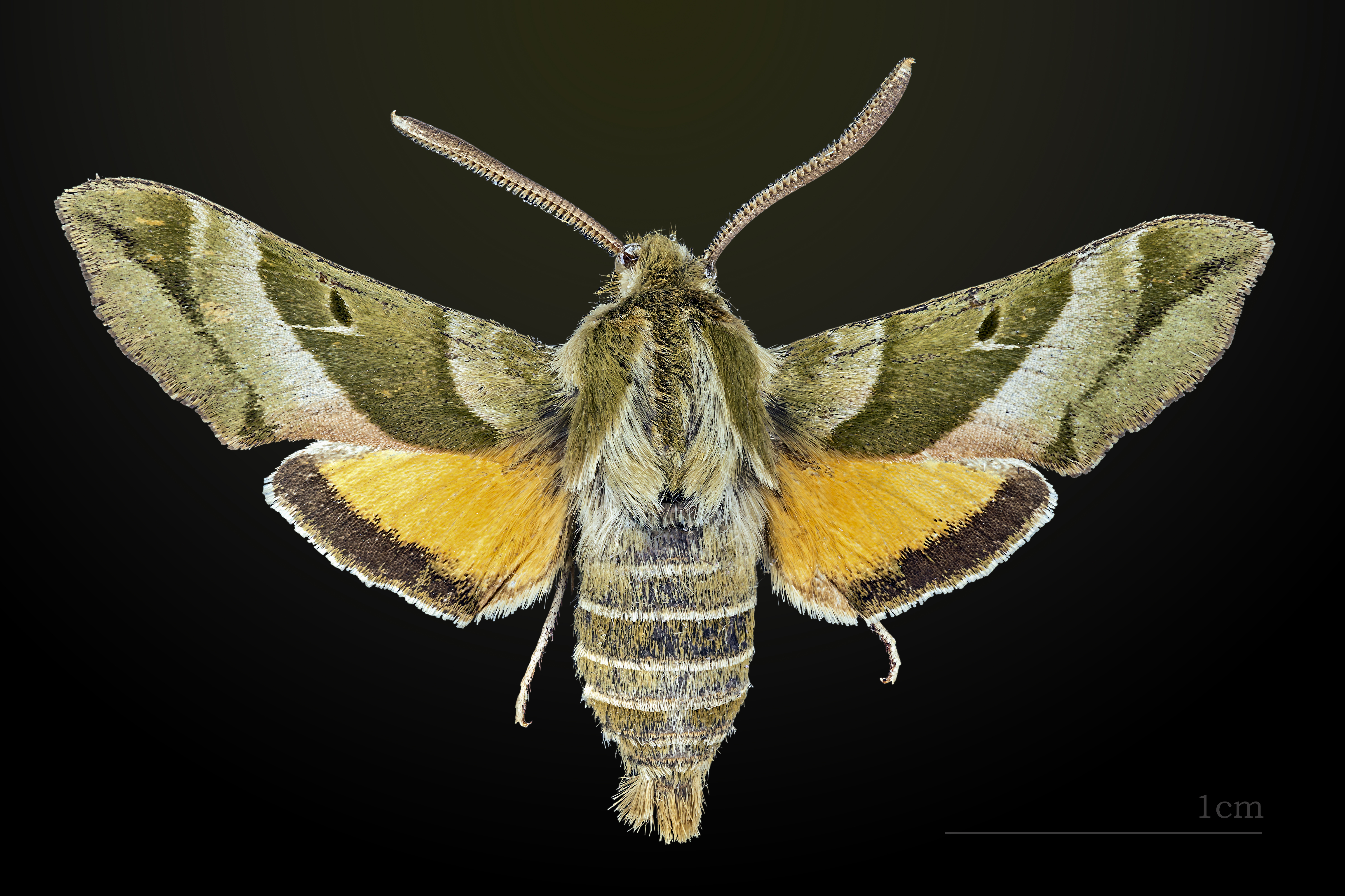
Face dorsale du mâle MHNT
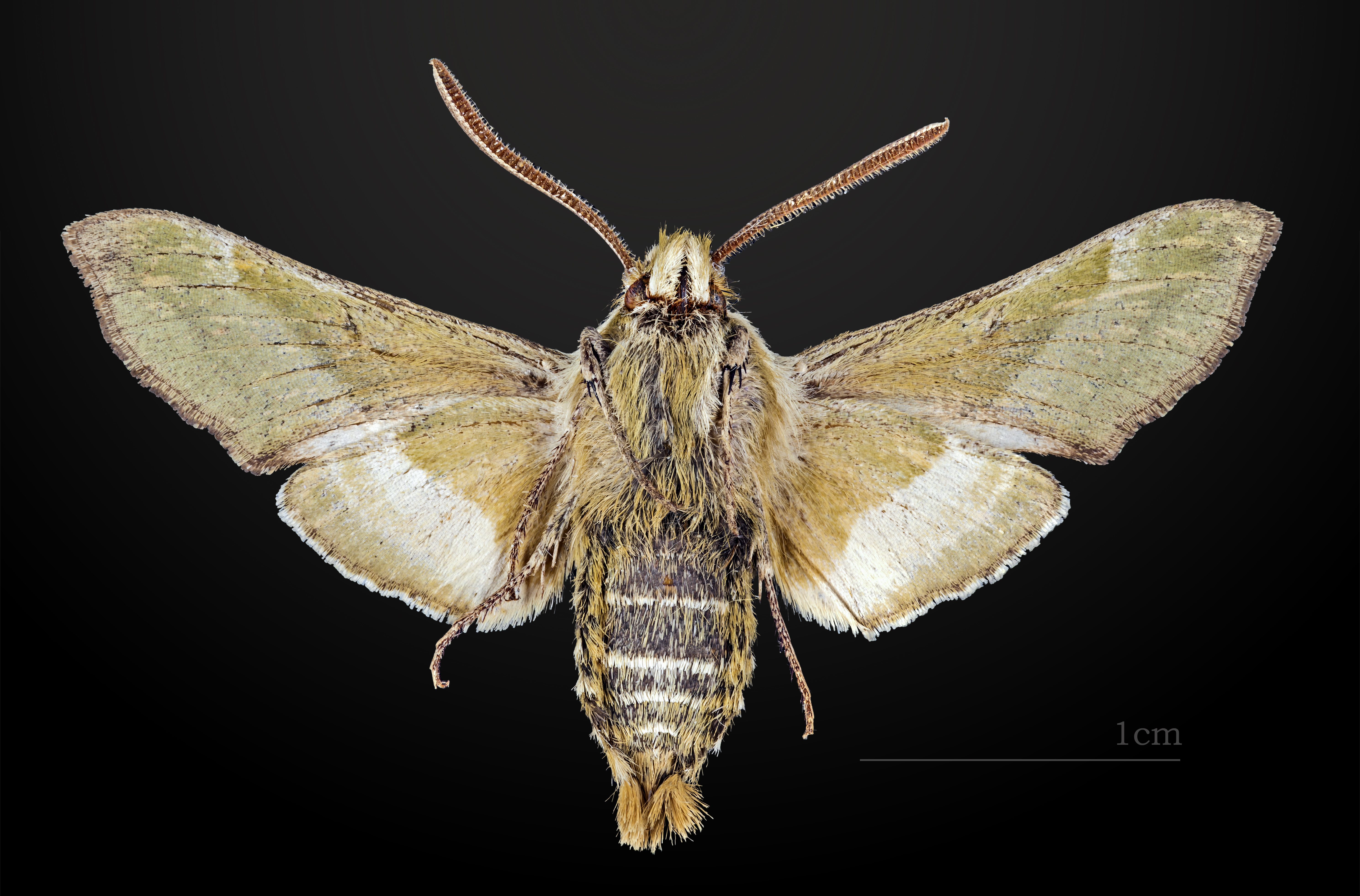
Revers du mâle MHNT
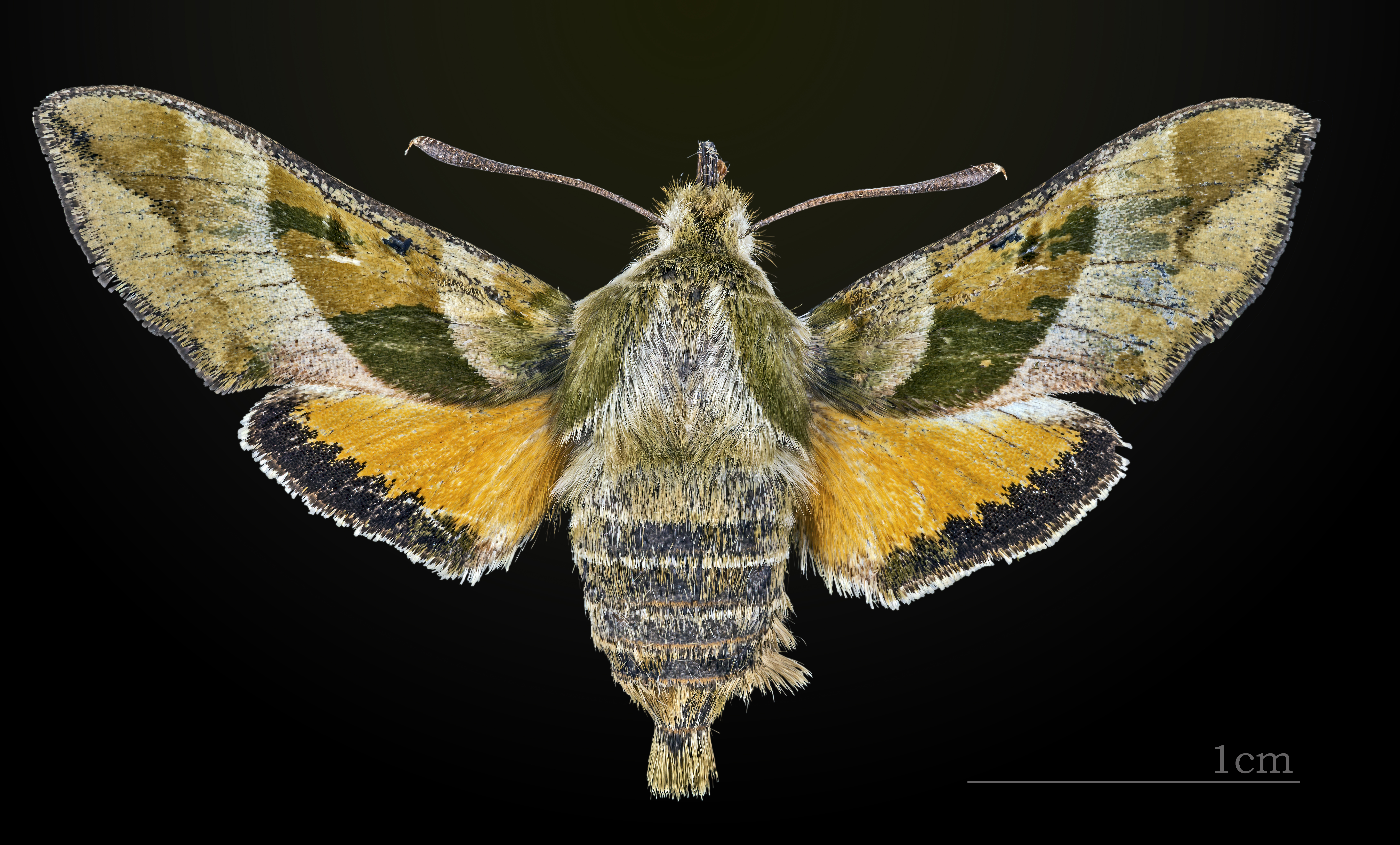
Face dorsale de la femelle MHNT
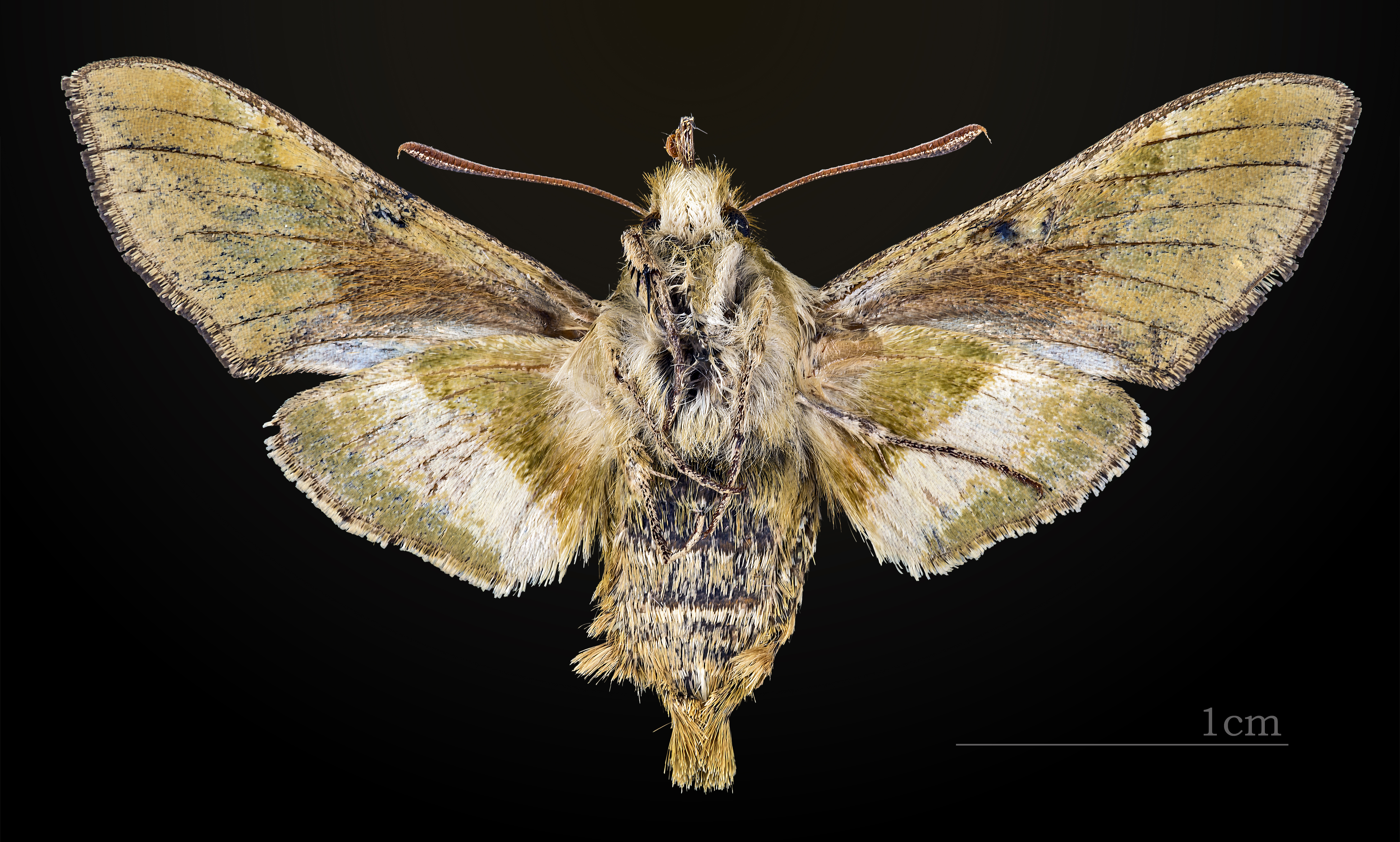
Revers de la femelle MHNT

## Biologie
Les adultes volent de la mi-mars à juin ; une seule génération par an.

### Alimentation
- L'imago se nourrit du nectar de différentes fleurs incluant Salvia columbariae, Asclepias cordifolia, Ribes aureum, Dichelostemma capitatum, et les genres Clarkia, Vicia, Cirsium et Stachys.

- Les chenilles se nourrissent de Clarkia unguiculata.

## Distribution et habitat
Distribution
Il est nord-américain : de la Colombie-Britannique et de l'état de Washington au sud, à travers la Californie à la Basse-Californie, à l'est de l'Idaho, du Wyoming et de l'Utah.
Habitat
L'habitat est constitué de bois de chênes et de conifères.

## Systématique
- L'espèce  Proserpinus clarkiae a été décrite par l'entomologiste français Jean-Baptiste Alphonse Dechauffour de Boisduval en 1852, sous le nom initial de Pterogon clarkiae[1].
- La localité type est la Californie.

### Synonymie
- Pterogon clarkiae Boisduval, 1852 Protonyme
- Lepisesia victoria Grote, 1874[2].